# Demokratisch-Soziale Partei

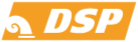
Logo der Demokratisch-Sozialen Partei Basel-Stadt

Die Demokratisch-Soziale Partei (DSP) war eine rechte Abspaltung der Sozialdemokratischen Partei der Schweiz im Kanton Basel-Stadt und im Kanton Graubünden. Im Kanton Freiburg hiess sie zuletzt Mouvement Ouverture/Freie Liste.
Die DSP wurde von einer Gruppe um den damaligen Basler Regierungsrat Karl Schnyder (ehemals SP) gegründet.
Im Basler Grossen Rat trat sie nach der Auflösung 2012 nicht mehr an, im Einwohnerrat von Riehen ging der letzte verbliebene Sitz bei den Gesamterneuerungswahlen 2010 verloren. Im Grossen Rat des Kantons Graubünden verlor sie ihren letzten Sitz in den kantonalen Wahlen 2010 und im Freiburger Grossen Rat besetzte sie bis 2011 2 der 110 Sitze.
Die DSP des Kantons Basel-Stadt beschloss an der Generalversammlung am 16. März 2009 mit 28 gegen 10 Stimmen bei 5 Enthaltungen die Selbstauflösung.